# Fort Battice
Das Fort Battice ist eine nach 1934 in der Nähe der gleichnamigen Ortschaft und etwa 20 km östlich von Lüttich erbaute belgische Festungsanlage.

## Aufgabe
Das Fort gehörte zum äußeren Festungsring von Lüttich (französisch Position Fortifiée de Liège – PFL 1) und deckte die Ostfront der Stadt. Es sicherte mehrere Straßen- und Eisenbahnverbindungen. Acht andere Forts lagen im Wirkungsbereich seiner Artillerie.

## Planung und Errichtung
Die ersten Planungen zur Errichtung einer Befestigungsanlage auf dem Ostrand des Herver Plateaus (Höhe 333), östlich der Ortschaft Battice, gehen zurück auf das Jahr 1931. Der ausgewählte Standort wies einige Nachteile auf. Bei Probebohrungen traf man auf eine wasserführende Schicht, weshalb man das unterirdische Gangsystem höher anlegen musste. Außerdem verlief dort die Hauptstraße Aachen – Lüttich und nahe am Rand die Eisenbahnstrecke Montzen – Lüttich. Der Baubeginn fand am 1. April 1934 statt. Die wesentlichen Arbeiten waren im Mai 1937 beendet. Noch während der ersten Bauphase hatte man sich zur Verlegung der Autostraße entschlossen. Die Gesamtanlage entstand letztlich auf einer Fläche von 15 ha und kostete etwa 140 Millionen belgische Franken.

## Aufbau der Anlage

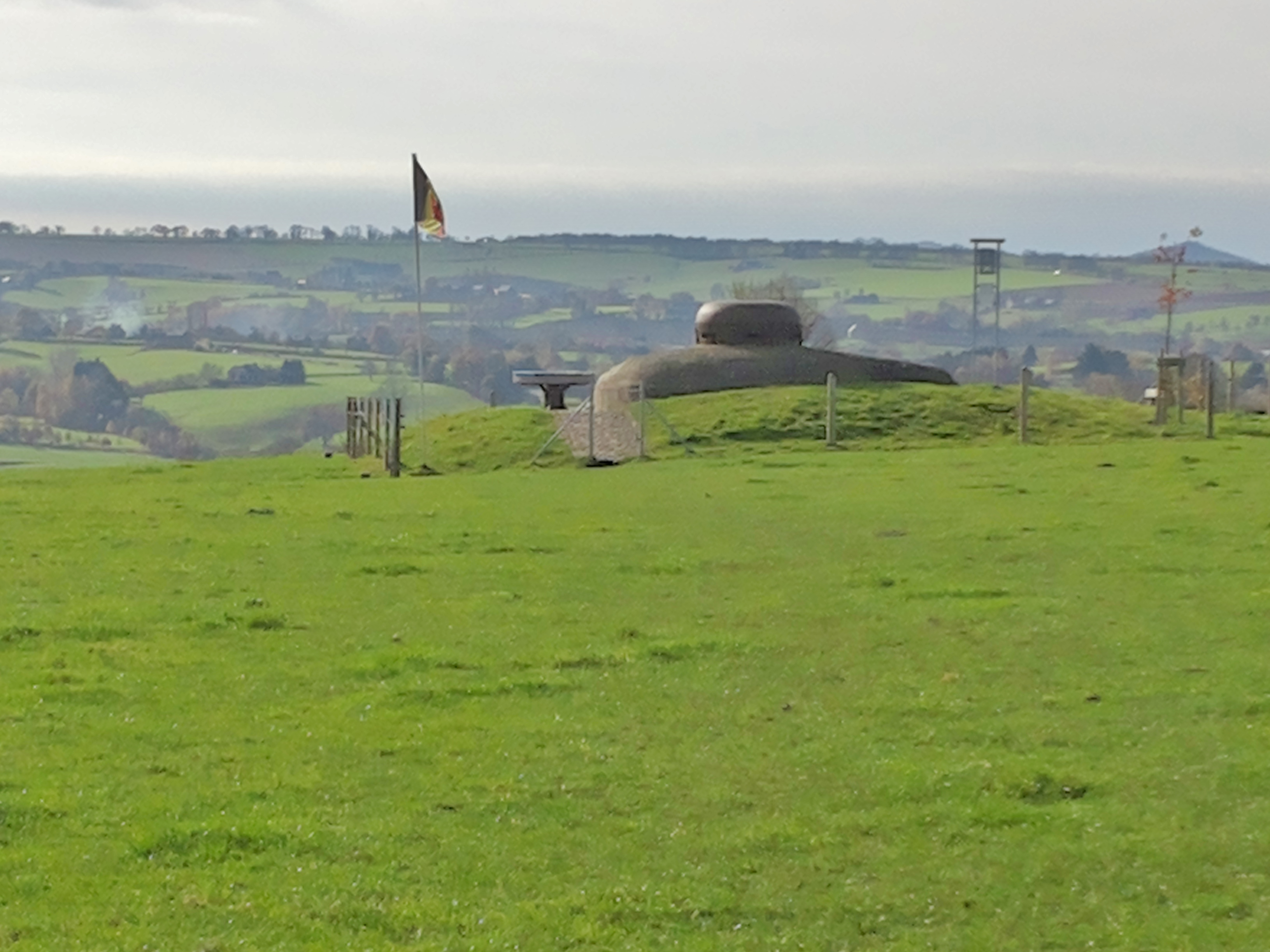
Artilleriebeobachtungsbunker

Aufgrund der Erfahrungen aus dem Ersten Weltkrieg – hier besonders die Kämpfe um das Fort Loncin – wurde Battice durch entsprechend stark armierten Beton gegen Beschuss von einem Kaliber bis zu 520 mm geschützt und außerdem die Kampfblöcke weit von der unterirdischen Kaserne entfernt angelegt. Auf der Fläche eines Fünfecks sind fünf Artillerieblöcke verteilt: Drei versenkbare Panzerdrehtürme (Block 4, 6 und A-Nord) mit je zwei 75-mm-Kanonen (Reichweite bis zu 10,1 km) und zwei Panzerdrehtürme (Block B-Nord und B-Süd) mit je zwei 120-mm-Kanonen (Reichweite bis zu 17,5 km). Bis auf die Nordseite ist die Anlage von einem sturmfreien Graben umgeben, der von vier Streichen gedeckt wurde. Das Beibehalten der nördlich verlaufenden Eisenbahnstrecke machte den Bau zweier Flankierungsanlagen (Block 1 und 2) mit je zwei 60-mm-Panzerabwehrkanonen notwendig. Der Haupteingang befindet sich am nordöstlichen Graben und ein weiterer Zugang mit dem Hauptlüfter etwa 400 m abseits der Gesamtanlage. In einer Tiefe von etwa 30 m liegt die Kaserne mit Ruheräumen, Küche und Krankenrevier. Eine Kraftstation erzeugte mit sechs 175-PS-Motoren die elektrische Energie für Beleuchtung, Lüftung, Fahrstühle usw. Ein 3,8 km langes unterirdisches Gangsystem verbindet alle wichtigen Teile des Forts miteinander. Im weiten Umfeld von Battice wurden sechs Artillerie-Beobachtungsstände errichtet.

## Besatzung und Kriegseinsatz
Die V. Abteilung (2 Batterien) des Festungsregiments Lüttich stellte die Kriegsbesatzung von 911 Mann. Geleitet durch seine Artilleriebeobachter feuerte Battice seit dem 10. Mai 1940 auf Brücken und Straßen, um den Vormarsch deutscher Einheiten zu behindern. Der Abzug des belgischen III. Armeekorps ermöglichte den deutschen Truppen (Grenzwachregimenter 46 und 56) zwar die Abriegelung von Battice und dem benachbarten Fort Aubin-Neufchâteau, doch störten beide mit ihrer Artillerie weiterhin die deutschen Nachschubwege. Die 223. Infanterie-Division erhielt daher den Befehl zur Erstürmung. Zunächst versuchten die Angreifer, die Artilleriebeobachter von Battice auszuschalten. Als dies am 19. Mai gelang, war nur noch Stör- oder Sperrfeuer mit zuvor aufgenommenen Zieldaten möglich. Am nächsten Tag feuerten die Geschütze fast pausenlos, um einen Angriff auf Fort Aubin-Neufchâteau abzuwehren. Am 21. Mai warfen Stukas mehrere 1000-kg-Bomben auf Battice ab. 26 Belgier starben, als eine davon direkt vor Block 1 detonierte. Weitere Kampfblöcke wurden bei diesem Luftangriff schwer getroffen. Von den 14 Geschützen waren fünf völlig ausgefallen und sieben nur noch bedingt einsatzfähig. Von der Besatzung waren 34 gestorben und 17 verletzt. Am 22. Mai 1940, 3:00 Uhr, kapitulierte der Fortkommandant Capitaine Guéry.
Ende 1941 nutzen die Deutschen das Fort Battice für Schießversuche unter anderem mit der Röchlinggranate. Das von den Stahlwerken Röchling in Völklingen entwickelte flügelstabilisierte Geschoss wurde in 7 km Entfernung mit einem 35,5-cm-Mörser abgeschossen und durchschlug entweder den Beton der Kampfblöcke oder den 30 m tiefen Erdboden und drang anschließend noch in das betonierte Gangsystem ein. Nach dem kampflosen Abzug der deutschen Truppen besetzten 1944 amerikanische Einheiten das Fort.

## Die Festung heute
Ende der 1950er-Jahre wurde Battice weitgehend von einem Schrotthändler leergeräumt. Später hat sich eine private Vereinigung der Anlage angenommen und umfangreiche Restaurierungsmaßnahmen durchgeführt. Eine Besichtigung wird von März bis November an jedem letzten Samstag im Monat um 13:30 Uhr angeboten.

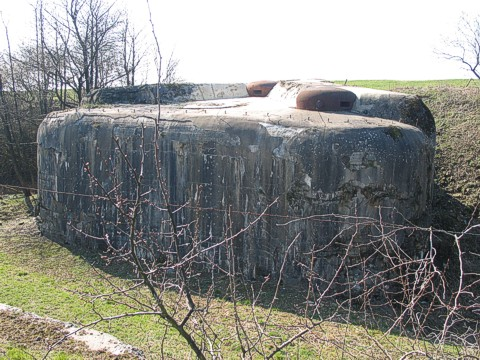
Grabenstreiche im Nordostgraben
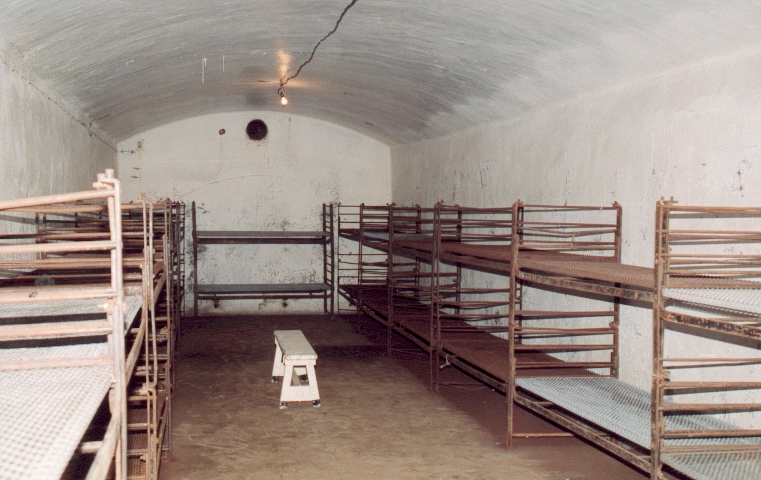
Ruheraum in der unterirdischen Kaserne
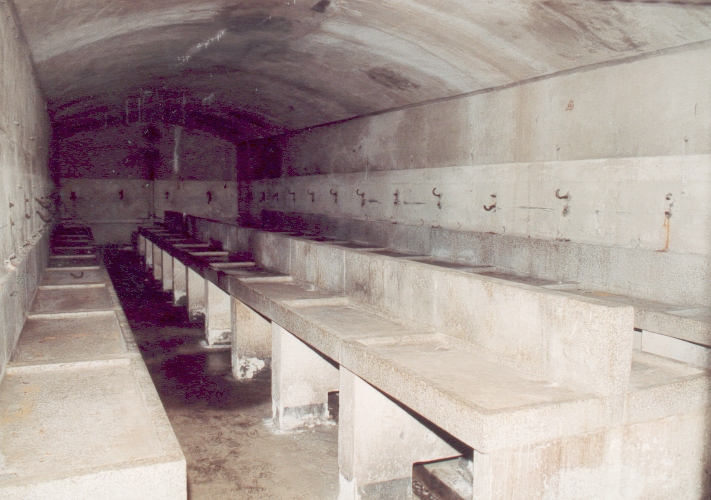
Waschraum in der unterirdischen Kaserne
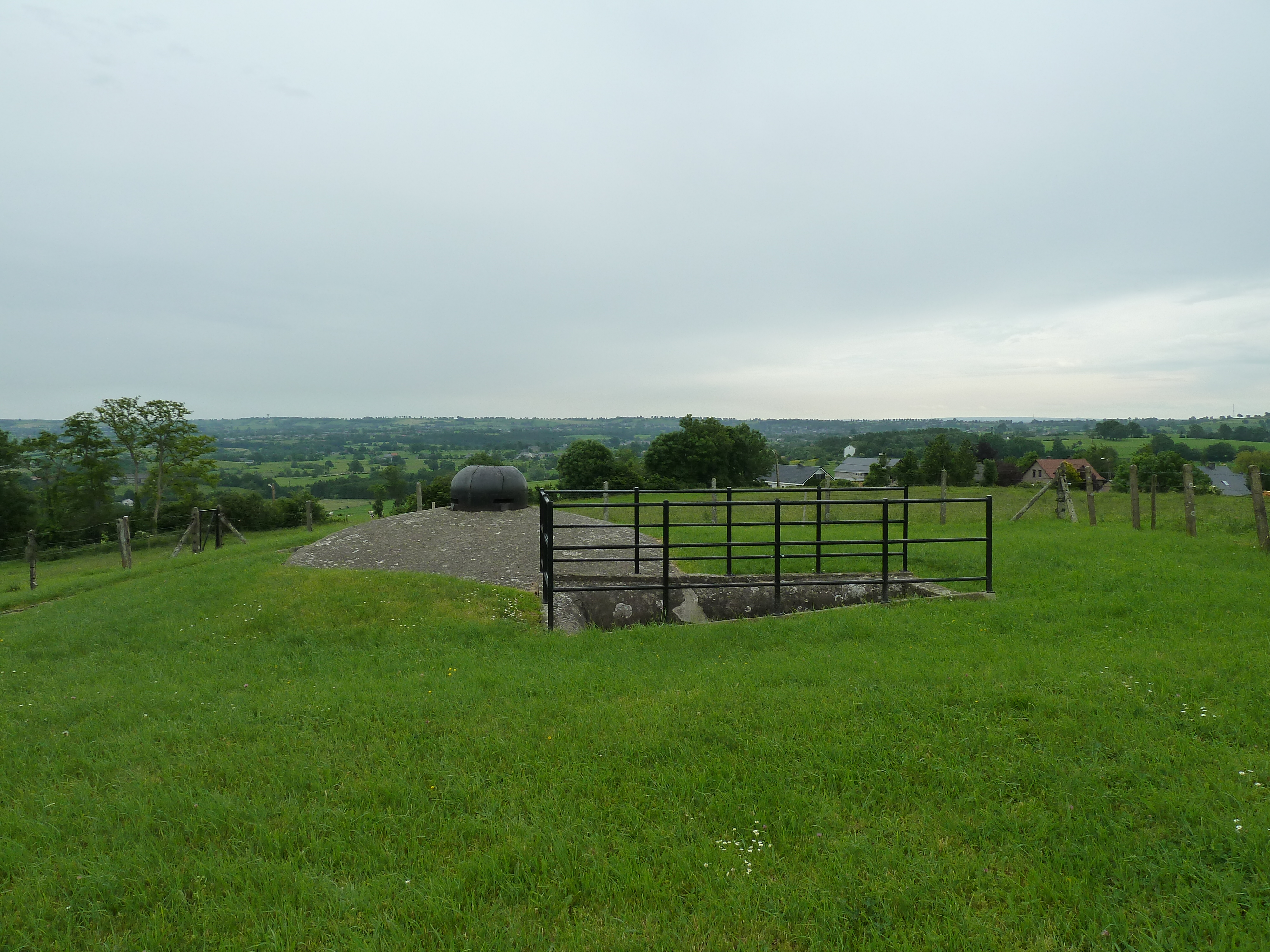
Artilleriebeobachterstellung
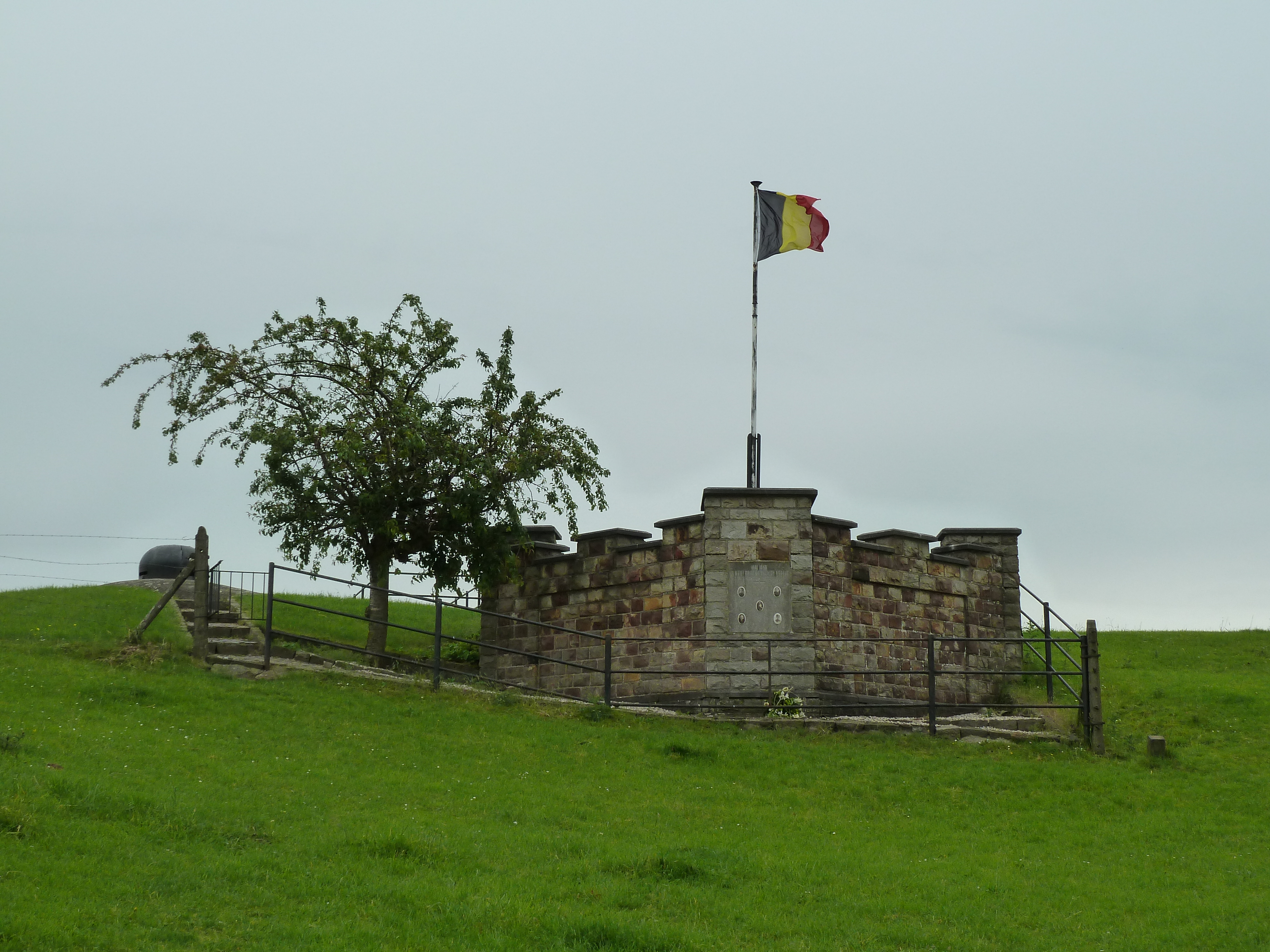
Beobachterstellung